# خانه سرهنگی
خانه سرهنگی مربوط به اواسط دوره قاجار است و در خوسف، پشت مسجد جامع واقع شده و این اثر در تاریخ ۲۵ اسفند ۱۳۷۹ با شمارهٔ ثبت ۳۴۸۸ به‌عنوان یکی از آثار ملی ایران به ثبت رسیده است.